# Emiko Kubo
Emiko Kubo (久保 恵美子 Kubo Emiko?) es una exfutbolista japonesa.
Kubo jugó 4 veces para la selección femenina de fútbol de Japón entre 1981 y 1984.

## Trayectoria

### Selección nacional
| Selección | País  | Año         |
| --------- | ----- | ----------- |
| Absoluta  | Japón | 1981 - 1984 |

## Estadística de equipo nacional
| Selección femenina de fútbol de Japón | Selección femenina de fútbol de Japón | Selección femenina de fútbol de Japón |
| Año                                   | Partidos                              | Goles                                 |
| ------------------------------------- | ------------------------------------- | ------------------------------------- |
| 1981                                  | 1                                     | 0                                     |
| 1982                                  | 0                                     | 0                                     |
| 1983                                  | 0                                     | 0                                     |
| 1984                                  | 3                                     | 0                                     |
| Total                                 | 4                                     | 0                                     |